# شريان بنكرياسي اثنا عشري سفلي خلفي
شريان بنكرياسي اثنا عشري سفلي خلفي ‏ هو شريان يتفرعُ من شريان بنكرياسي اثنا عشري سفلي.